# Cryptoppia brevisetiger
Cryptoppia brevisetiger är en kvalsterart som beskrevs av Wen, Aoki och Wang 1984. Cryptoppia brevisetiger ingår i släktet Cryptoppia och familjen Oppiidae. Inga underarter finns listade i Catalogue of Life.